# Brixton, Devon
Brixton är en by och en civil parish i South Hams i Storbritannien. Den ligger i grevskapet Devon och riksdelen England, i den södra delen av landet, 300 km väster om huvudstaden London. Orten har 1 715 invånare (2011). Byn nämndes i Domedagsboken (Domesday Book) år 1086, och kallades då Brisestone/Brisestona.